# Haematopus bachmani
Haematopus bachmani е вид птица от семейство Haematopodidae.

## Разпространение
Видът е разпространен в Аржентина, Канада, Мексико, Перу, САЩ и Фолкландски острови.